# Archives départementales de l'Essonne
Les archives départementales de l'Essonne sont un service du conseil départemental de l'Essonne, chargé de collecter les archives, de les classer, les conserver et les mettre à la disposition du public.

## Directeurs
- 2002-2008 : Frédérique Bazzoni
- 2015-2024 : Pierre Quernez
- 2025-... : Agnès Masson

## Pour approfondir